# Lophotriccus vitiosus
El cimerillo bilistado (Lophotriccus vitiosus), también denominado cimerillo bibandeado (en Ecuador), pico chato de dos franjas, tiranuelo alibarrado (en Colombia) o tirano-pigmeo de doble banda (en Perú), es una especie de ave paseriforme de la familia Tyrannidae perteneciente al género Lophotriccus. Es nativo del norte de Sudamérica.

## Distribución y hábitat
Se distribuye en dos grandes áreas disjuntas: una en el escudo guayanés, en Guyana, Surinam, Guayana francesa y noreste de la Amazonia brasileña; y la otra en el oeste de la cuenca amazónica, en el extremo sureste de Venezuela, sur de Colombia, este de Ecuador, noreste y este de Perú y noroeste de Brasil.
Esta especie es considerada localmente bastante común en sus hábitats naturales, el sotobosque y los bordes de selvas húmedas tropicales hasta los 800 m de altitud.

## Descripción
El cimerillo bilistado mide unos 10 cm de largo, y pesa entre 6 y 8,5 g. Sus partes superiores son de color verde oliváceo y en la cabeza presenta un penacho de plumas cortas y oscuras, con los bordes amarillos o grises, dependiendo de las variedades regionales. Sus alas son negruzcas con dos listas de color amarillento al igual que los bordes de las plumas. Sus partes inferiores son amarillentas con la garganta, pecho y flancos veteados en gris.

## Comportamiento
Anda solitario, menos frecuentemente en pares, generalmente no se junta a bandadas mixtas. Permanece en su percha, sin moverse, difícil de ser visto, desde donde se lanza a cazar algún insecto en la superficie de las hojas.

### Alimentación
Probablemente, su dieta consiste únicamente de insectos.

### Vocalización
Es muy vocal, mucho más oído que visto. El canto es un trinado corto y áspero característico que decae en tono, por ejemplo, «turrrrrrriiu».

## Sistemática

### Descripción original
La especie L. vitiosus fue descrita por primera vez por los ornitólogos estadounidenses Outram Bangs y Thomas Edward Penard en 1921 bajo el mismo nombre científico; su localidad tipo es «Sarayacu, Río Ucayali, Perú».

### Etimología
El nombre genérico masculino «Lophotriccus» se compone de las palabras del griego «lophos»: cresta, y «trikkos»: pequeño pájaro no identificado; en ornitología, triccus significa «atrapamoscas tirano»; y el nombre de la especie «vitiosus», proviene del latín y significa ‘defectuoso’.

### Taxonomía
Algunas veces fue tratado como conespecífico con Lophotriccus eulophotes. Algunos autores consideran a la subespecie congener como especie separada.

### Subespecies
Según la clasificación del Congreso Ornitológico Internacional (IOC) y Clements Checklist se reconocen cuatro subespecies, con su correspondiente distribución geográfica:
- Lophotriccus vitiosus guianensis J.T. Zimmer, 1940 – las Guayanas y noreste de Brasil (al norte del río Amazonas, desde el bajo río Negro al este hasta Amapá).
- Lophotriccus vitiosus affinis J.T. Zimmer, 1940 – sureste de Colombia (desde Meta al sur hasta Putumayo, Vaupés y Amazonas), noroeste de Brasil (al norte del río Amazonas, al este hasta el alto río Negro), este de Ecuador y noreste de Perú (al norte del río Amazonas); posiblemente en el sur de Venezuela.
- Lophotriccus vitiosus vitiosus (Bangs & T.E. Penard, 1921) – este de Perú al sur del río Marañón, hacia el este hasta el río Ucayali (desde el este de San Martín y sur de Loreto al sur hasta Huánuco).
- Lophotriccus vitiosus congener Todd, 1925 – oeste de Brasil (suroeste de Amazonas) y este de Perú (al este del Ucayali).